# Đế quốc Trung Hoa (1915–1916)
Đế quốc Trung Hoa (tiếng Trung: 中華帝國; Hán-Việt: Trung Hoa Đế quốc; bính âm: Zhōnghuá dìguó) hoặc Đế chế Hồng Hiến (tiếng Trung: 洪憲帝制; Hán-Việt: Hồng Hiến đế chế; bính âm: Hóngxiàn dìzhì) là một triều đại ngắn ngủi trong lịch sử Trung Quốc khi chính khách kiêm tướng quân nhiều quyền lực thời kỳ Dân Quốc Viên Thế Khải thành lập với mong muốn phục hồi chế độ quân chủ ở bên Trung Quốc từ cuối năm 1915 đến đầu năm 1916. Với nỗ lực bất thành của họ Viên đã làm cho tiến trình xoay chuyển Trung Quốc sang nền cộng hòa bị lùi lại và đẩy cả đất nước rơi vào tình trạng nội chiến âm ỉ giữa các phe cánh quân phiệt, lãnh chúa địa phương trong cả nhiều năm sau đó.

## Khởi đầu
Sau khi Viên Thế Khải lên nắm quyền với cương vị là Quyền Đại Tổng thống Trung Hoa Dân Quốc, ông ta bắt đầu thực hiện một loạt bước đi trong kế hoạch của mình để loại các đối thủ chính trị và củng cố quyền lực của mình. Để đảm bảo hơn, Viên đã liên kết với các thế lực phương Tây và Nhật Bản. Vào tháng 8 năm 1915, Viên chỉ đạo Dương Độ (楊度) đi vận động tìm kiếm sự ủng hộ cho kế hoạch phục hồi chế độ quân chủ. Vào ngày 11 tháng 11 năm 1915, quốc hội đã đồng ý thông qua việc lên ngôi của Viên. Viên giả vờ từ chối để rồi sau đó lên tiếng đồng ý khi quốc hội kiến nghị lần thứ hai cùng ngày. Vào ngày 12 tháng 12, con của Viên là Viên Khắc Định lên tiếng ủng hộ cha mình lên ngôi và ban bố thành lập Đế quốc Trung Hoa, Viên tự phong mình là Đại Hoàng đế Trung Hoa (中華帝國大皇帝, Hán-Việt: Trung Hoa Đế quốc Đại Hoàng đế), lấy niên hiệu là "Hồng Hiến" (洪憲). Ngay sau đó, Viên bắt đầu ban chức tước cho gia khuyến, họ hàng thân thuộc, bạn bè và cả những người mà Viên nghĩ rằng có thể mua chuộc họ bằng chức phẩm.
Riêng đối với hoàng tộc "Ái Tân Giác La" của Mãn Thanh vẫn được ở lại Tử Cấm Thành với tư cách là đại diện hoàng tộc nước ngoài chứ không phải Trung Quốc. Thuận theo thánh chỉ của Viên, Phổ Nghi sẽ lấy con gái của ông để kết mối thông gia giữa hai bên.

## Phản ứng trong nước
Năm 1916 được xem như là năm "Hồng Hiến thứ 1" (洪憲元年) hơn là năm "Dân Quốc thứ 5" (民國五年), nhưng Viên vấp phải sự chỉ trích và phản đối kịch liệt từ những người cách mạng và cả các lãnh đạo quân sự cấp dưới của Viên. Họ cho rằng Viên muốn lên làm hoàng đế vốn để cai trị Trung Quốc một cách danh chính ngôn thuận và giảm bớt quyền lực của các thể lực quân sự.
Từng tỉnh một đứng dậy chống lại Viên sau khi ông tuyên bố làm hoàng đế, đầu tiên là Vân Nam do Tổng đốc Thái Ngạc (hay Sái Ngạc) và Đường Kế Nghiêu, rồi đến Tổng đốc Giang Tây Lý Liệt Quân (李烈鈞). Các thế lực nổi dậy thành lập Hộ Quốc Quân (護國軍) và phát động "Hộ Quốc Tranh". Các tướng lĩnh thuộc Quân Bắc Dương vốn chưa nhận được bất kỳ một khoản tiền nào từ tân chính phủ đã không có nhiệt huyết trong việc chống lại Hộ Quốc Quân. Do đó, dù được huấn luyện và trang bị tốt hơn rất nhiều nhưng Bắc Dương quân vẫn liên tục đại bại.
Khi thấy quyền lực của Viên suy yếu đi, các thế lực ngoại bang đồng loạt hủy bỏ hỗ trợ cho Viên. Đế quốc Nhật Bản đã đe dọa sẽ tiến hành xâm lược Trung Quốc, nhưng rồi sau đó cam kết là sẽ lật đổ Viên, công nhận tất cả các bên tham gia và ban bố tình trạng nội chiến tại Trung Quốc để cho phép công dân Nhật hỗ trợ những người theo phe Cộng hòa. Mặc dù bị phản đối rộng rãi, nhưng Viên liên tục trì hoãn việc thoái vị. Cho đến khi ngân quỹ bị cắt vào ngày 1 tháng 3, Viên cùng bàn bạc với Lương Sĩ Di (梁士詒) để chấm dứt chế độ và ông chính thức giải thể vương triều của mình vào ngày 22 tháng 3, năm "Hồng Hiến" bị xóa bỏ vào ngày 23 tháng 3 và nền Cộng hòa được phục hồi. Viên tại vị được tổng cộng 83 ngày.
Sau cái chết của Viên vào ngày 5 tháng 6, Phó Tổng thống Lê Nguyên Hồng chính thức đảm nhiệm chức vụ Tổng thống, chỉ định Đoàn Kỳ Thụy vào chức vụ Thủ tướng và phục hồi Quốc hội cũng như ban bố Hiến pháp tạm thời. Tuy nhiên, chính phủ trung ương ở Bắc Kinh cực kì suy yếu và không đủ sức để tiếp quản một Trung Hoa đầy rối loạn và phân chia từ vương triều của Viên dẫn đến tình trạng quân phiệt cát cứ ở khắp nơi.

## Quốc kỳ - Quốc ca
Mặc dù tên nước được đổi sang là "Đế quốc Trung Hoa" nhưng Viên vẫn sử dụng tên "Trung Hoa Dân Quốc" khi dịch sang tiếng Anh.
Viên thành lập Phòng Khánh Tiết (禮制館) để phát hành bản quốc ca mới với tên gọi "Trung Hoa hùng lập vũ trụ gian" (中華雄立宇宙間) vào tháng 6 năm 1915 do Âm Xương (廕昌) biên soạn và Vương Lộ (王露) thảo nhạc. Bản quốc ca này được sử dụng trong suốt thời gian vương triều của Viên trị vì.